# Trałowce typu Bluebird
Trałowce typu Bluebird – typ dwóch amerykańskich trałowców przeznaczonych do operowania na wodach przybrzeżnych, zbudowanych dla US Navy na początku lat 50. XX wieku, służących do wczesnych lat 70.

## Okręty
Okręty typu Bluebird nosiły początkowo oznaczenia AMS, zmienione 7 lutego 1955 roku na MSC (Minesweeper, Coastal).
- USS „Bluebird” (MSC-121)
- USS „Cormorant” (MSC-122)

Do typu Bluebird zalicza się czasem także jednostki typów Falcon (10 okrętów) i Redwing (10), a także 267 zbliżonych konstrukcyjnie trałowców zbudowanych dla marynarek wojennych państw NATO i innych państw sojuszniczych.